# Average White Band
Average White Band (сокращенно AWB) — шотландская соул и фанк группа у которой было несколько хитов в период с 1974 по 1980 гг. Хорошо известны благодаря инструментальному бестселлеру «Pick Up the Pieces» и альбомам AWB (1974, #1 в США, #6 в Великобритании) и Cut the Cake (1975, #4 в США, #28 в Великобритании).
Название группы предложила Бонни Брамлетт (en:Bonnie Bramlett). Их творчество оказало влияние на группу Brand New Heavies, также семплы их музыки использовались такими исполнителями как: Beastie Boys, TLC, The Beatnuts, Too Short, Ice Cube, Eric B. & Rakim, Nas, A Tribe Called Quest,а также Arrested Development — что делает их 15-ми наиболее семплированными исполнителями в истории. В 2012 году они отпраздновали сорокалетие группы и всё ещё продолжают выступать.

## Дискография

### Студийные альбомы
- Show Your Hand — 1973
- AWB — 1974
- Cut the Cake — 1975
- Put It Where You Want It — 1975 (переизданный под другим названием первый альбом группы)
- Soul Searching — 1976
- Benny & Us — 1977 (with Ben E. King)
- Warmer Communications — 1978
- Feel No Fret — 1979
- Shine — 1980
- Cupid’s in Fashion — 1982
- Aftershock — 1989
- Soul Tattoo — 1997
- Living in Colour — 2003

### Концертные альбомы
- Person to Person — 1976
- Live on the Test — 1994
- Face to Face — 1999
- Soul & the City — 2006
- Times Squared — 2009
- Live at Montreux 1977 — 2011

### Сборники
- The Best Of — 1979
- Volume VIII — 1980
- Let’s Go Round Again — 1994
- PIck Up the Pieces — The Ultimate Collection — 1996
- Pick Up the Pieces and Other Hits — 1997
- Cut The Cake and Other Hits — 1999
- The Essentials — 2002
- The Ultimate Collection — 2003
- Greatest & Latest — 2005
- The Definitive Groove Collection — 2006
- Show Your Hand / How Sweet Can You Get? / Average White Band — 2009 (3 диска на 2 СД)
- How Sweet Can You Get? — 2014 (aka 'The Clover Sessions' — 1973)